# Arvo Viitanen
Arvo Viitanen   (Uurainen, 12 d'abril de 1924 - Anjalankoski, 28 d'abril de 1999) fou un esquiador de fons finlandès que va competir durant la dècada de 1950.
El 1956 va prendre part en els Jocs Olímpics d'Hivern de Cortina d'Ampezzo, on disputà dues proves del programa d'esquí de fons. Guanyà la medalla de plata en la prova del 4x10 quilòmetres formant equip amb August Kiuru, Jorma Kortelainen i Veikko Hakulinen, mentre en la cursa dels 15 quilòmetres fou novè. En el seu palmarès també destaquen una medalla d'or, una de plata i tres de bronze al Campionat del Món d'esquí nòrdic, quatre títols nacionals i tres edicions consecutives de la cursa dels 18 quilòmetres als Jocs d'esquí de Lahti, el 1952, 1953 i 1954, i la dels 50 quilòmetres el 1955.